# アイルランド統治法 (1920年)
アイルランド統治法（アイルランドとうちほう、英: Government of Ireland Act 1920）は、1920年にグレートブリテンおよびアイルランド連合王国議会において成立した、アイルランド自治を規定する法律。

## 背景
19世紀に入りアイルランドの民族運動が高揚するにつれ、イギリスではアイルランド人に自治権を付与しようとする意見もあらわれてきた。1886年のアイルランド統治法 ('Irish Government Bill) は下院で否決され、1893年に再び提案された統治法は上院において廃案とされた。1914年にはアイルランド統治法が上下両院で可決され、勅許も得ることができたが、第一次世界大戦の勃発により施行は一時停止されてしまう。4回目の試みとして、1920年に提案されたアイルランド統治法は第4次自治法案とも呼ばれた。

## 詳細

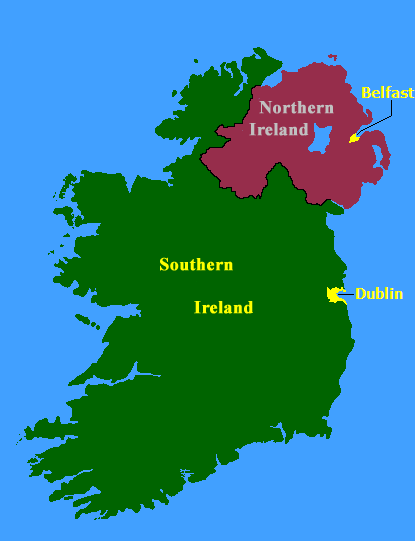
北アイルランドと南アイルランドの設立

ロイド・ジョージ内閣により制定された法案では、アイルランドを北アイルランドと南アイルランドの2つに分割し、それぞれの自治権を認めるというものだった。国防、外交、国際貿易、通貨などについては例外とした。
北アイルランドはアントリム県、アーマー県、ダウン県、ファーマナ県、ロンドンデリー県、ティロン県およびベルファスト、ロンドンデリーで構成された。アルスター9県のうち6県で構成される北アイルランドは、ユニオニストが多数を占めることのできる最大範囲と考えられていた。ただしファーマナおよびティロンについてはカトリック教徒が優勢を占めていた。
両アイルランドは上下両院により構成される議会を有し、1名の総督 (Lord Lieutenant of Ireland) が国王を代表し、アイルランド評議会 (Council of Ireland) が両地域にまたがる問題を対処することになった。両アイルランド共にイギリス議会下院への参政権が認められた。南北アイルランド議会下院の選挙は1921年5月に行われた。

## その後
1921年の北アイルランド議会の開会に際して、ベルファストのシティ・ホールで国王ジョージ5世による演説が行われた。この中で国王は南北アイルランドの和解を唱えている。この演説の草稿は南アフリカ連邦の首相ヤン・スマッツ[1]の示唆を受けロイド・ジョージが起草したものであった。この演説によってイギリス政府とエイモン・デ・ヴァレラ率いるアイルランド民族主義者との間に交渉が持たれることになった。
一方、南アイルランド政府が設立されることはなかった。南アイルランド議会下院の128名の議員はみな無投票で選出され、そのうち124名のシン・フェイン党員はアイルランド共和国議会の開設を宣言、第2回議会を招集した。
残り4名のユニオニスト議員と15名の上院議員はダブリンの王立科学院で南アイルランド議会の開会を宣言したが、具体的な活動は行わなかった。
事実上の停止状態に追い込まれた南アイルランド議会下院は、1921年の英愛条約により一時的にその機能を取り戻すことになる。この条約では、履行に南アイルランド議会の承認を必要としており、これは1921年12月におこなわれた。またマイケル・コリンズの指導のもとでアイルランド暫定政府の樹立が決議され、コリンズはアイルランド総督エドマンド・フィッツアラン＝ハワードの承認のもと正式に政府指導者に就任した。 
このアイルランド統治法はベルファスト合意の後、1998年に北アイルランド法(Northern Ireland Act)が施行されるまで北アイルランドにおける憲法として機能していた。

## 参照
- アイルランドの歴史